# Buffonellodes crosnieri
Buffonellodes crosnieri är en mossdjursart som beskrevs av Gordon och Jean-Loup d'Hondt 1997. Buffonellodes crosnieri ingår i släktet Buffonellodes och familjen Buffonellodidae. Inga underarter finns listade i Catalogue of Life.